# アカンプト異性体
アカンプト異性体（アカンプトいせいたい、英: Akamptisomer）は、結合角の反転が妨げられていることを特徴とする配座異性体の一種である。2018年に、一連の架橋ポルフィリン分子で初めて発見された。